# Trypogeus superbus
Trypogeus superbus är en skalbaggsart som först beskrevs av Maurice Pic 1922.  Trypogeus superbus ingår i släktet Trypogeus och familjen långhorningar.
Artens utbredningsområde är Laos. Inga underarter finns listade i Catalogue of Life.